# Le Monde de Bobby
Le Monde de Bobby est une série télévisée d'animation américaine en quatre-vingt-un épisodes, diffusée entre le 8 septembre 1990 et le 23 février 1998 sur Fox Kids.
En France, la série a été diffusée sur France 3 dans l'émission Les Minikeums et sur la chaîne Fox Kids. Au Quebec, elle a été diffusée sur Télétoon Rétro.

## Fiche technique
Sauf indication contraire, les informations mentionnées dans cette section peuvent être confirmées par la base de données cinématographiques IMDb,  présente dans la section « Liens externes ».
- Titre original : Bobby's World
- Réalisation : John Callas, John Peter, Bernard Wolf, Michael Wolf, Ron Myrick, Marlene Robinson May, Jeff Hall, Tom Tataranowicz, Jack Heiter, Brian Hogan, Swinton O. Scott III, Gary Conrad, Dave Brain, Bob Nesler, Bob Treat, John Conning, Glenn Kirkpatrick, Pete Michels, Norman McCabe, Chuck Sheetz et Klay Hall
- Scénario : Howie Mandel, Jim Staahl, Jim Fisher, Diane Dixon, Carol Corwen, Peter Tilden et Timothy Williams
- Photographie :
- Musique : Mark Koval et John Tesh
- Casting : Ginny McSwain
- Montage : Julie Gustafson, Sam Horta, Thomas Syslo, Kevin Spears et Julie Ann Lau
- Décors :
- Production : John Callas, Mitch Schauer et Gary Conrad
  - Producteur délégué : Phil Roman, Howie Mandel, Brian A. Miller et Bill Schultz
  - Producteur consultant : Jim Fisher
  - Coproducteur : Jim Staahl, Diane Dixon, Bob Curtis et Cella Nichols Duffy
  - Producteur superviseur : Kathrin Seitz
  - Producteur associé : Barbara Wright, Larry Le Francis et Tami Sloan Tsark
  - Producteur créatif : Paul Germain
- Sociétés de production : Film Roman, Alevy Productions et Fox Children's Productions
- Société de distribution : 20th Television et Saban Entertainment
- Chaîne d'origine : Fox Kids
- Pays d'origine :  États-Unis et  Canada
- Langue originale : anglais
- Genre : Animation
- Durée :

## Distribution

### Voix originales

#### Acteurs principaux
- Howie Mandel : Bobby Generic, Howard Generic, et lui-même
- Gail Matthius : Martha
- Tino Insana : Oncle Ted
- Charity James : Kelly
- Frank Welker : Roger
- Kevin Smets : Derek Generic
- Debi Derryberry : Jackie
- Gary Owens : Capitaine Squash
- Pat Fraley : Meeker
- Rob Paulsen : Snerd

#### Acteurs secondaires et invités
- Susan Tolsky : Mme Orso
- Jim Staahl
- Danny Mann
- Edie McClurg : Tante Ruth Generic
- Pamela Adlon : Derek Generic
- Candi Milo
- Maurice LaMarche : le propriétaire du parc gériatrique
- Dan Castellaneta : le présentateur de la lutte
- Miriam Flynn
- Jim Cummings
- Katie Leigh
- Jeff Doucette
- Denny Dillon : Mme Hula
- Pauly Shore : George
- Dana Hill : Markie
- Charles Adler : le père de Harry
- Nancy Cartwright : la babysitter
- Dave Thomas
- Andrea Martin : Constance
- Elizabeth Daily : Emily Klatscal
- Imogene Coca
- B. J. Thomas
- Michael Horse
- Cree Summer
- Brian Cummings
- Jay Thomas
- Gilbert Gottfried : le senseï
- Barry Hansen
- Stephen Furst
- Maggie Roswell
- Don Messick
- Kenneth Mars
- David Doyle
- Glenn Shadix
- Phil Hartman
- Tress MacNeille
- John Kassir
- Jonathan Schmock
- John Tesh
- Paul Anka : lui-même
- Hamilton Camp : Oncle Lou
- George Coe
- Arsenio Hall : lui-même
- Jess Harnell
- Barbara Billingsley
- Christine Cavanaugh : Kevin
- Little Richard : lui-même

### Voix françaises
- Brigitte Lecordier : Bobby Generic
- Blanche Ravalec : Martha Generic
- Michel Dodane : Howie Mandel, Howard Generic, le Capitaine Squash
- Jean-François Kopf : Tonton Fred

## Épisodes

### Saison 1
1. The Visit to Aunt Ruth's
2. Uncle Ted's Excellent Adventure
3. Adventures in Bobby Sitting
4. The Best One of the Mall
5. My Dad Can Fix Anything
6. Me and Roger
7. The Big Sweep
8. The Night of the Living Pumpkin
9. Beach Blanket Bobby
10. The Revenge of Dr. Noo
11. In Search of the Ring Bear
12. See America Last
13. Bobby's Big Broadcast

### Saison 2
1. Three Kids and a Baby
2. Suspects Lies & Videotape
3. Clubhouse Bobby
4. Nightmare on Bobby's Street
5. Caution: Bobby at Work
6. Total Recess
7. Chariots of Bobby
8. Bobby’s Birthday Bash

### Saison 3
1. Bobby’s Tooth or Dare
2. Bobby's Big Movie
3. Bad News Bobby
4. Swim by Me
5. The Play’s the Thing
6. Fish Tales
7. The Music
8. Misery Loves Company
9. Bobby Phone Home
10. Baby Brother Blues
11. Bobby’s Girl
12. Ill Effects
13. I Want My Mommy

### Saison 4
1. The Hero
2. Uncle Ted's New Friend
3. The World Accordion to Bobby
4. Bobby Ties the Knot
5. Jets, Choo-Choos, and Cars
6. Karate Bobby
7. A Day With Dad
8. Psycho Bobby
9. The Smell of a Tattletale
10. It's My Party
11. One Clump or Two
12. Bobby's Big Dream
13. Bobby, the Musical

### Saison 5
1. Rebel without a Clue
2. Geriatric Park
3. Harry Takes a Powder
4. Bobby's Big Boo-Boo
5. Mom on Wheels
6. Weekend at Teddy's
7. Generics Under Construction
8. Mrs. Noogiefire
9. Bobby Slicker
10. No Sale
11. Who You Gonna Call… ???
12. Starring Bobby
13. The Truth About Aunt Ruth

### Saison 6
1. Bobby On-Line
2. Bobby the Genius
3. Hooked on Caps
4. Bobby’s Last Stand
5. Miracle on 34th St and Rural Route 1
6. Just Plain Sleepless
7. Bobby, Lord of the Slopes
8. Time After Time
9. Independance Bobby
10. Bobby the Candidate
11. The Importance of Being Ernest

### Saison 7
1. Bad Manners Bobby
2. Roger's Ransom
3. Cooties
4. Promises, Promises
5. Generics and Indians
6. It's a Generic Life
7. Cruisin' Bobby
8. Dad's Big Day
9. Blue Eggs and Bobby
10. Back to the Furniture